# Oedostethus nubilus
Oedostethus nubilus là một loài bọ cánh cứng trong họ Elateridae. Loài này được Bessolitzina miêu tả khoa học năm 1974.